# Vesby
Vesby (dansk) eller Weesby (tysk) er en landsby og kommune beliggende syd for den dansk-tyske grænse på gesten cirka 18 km vest for Flensborg i Sydslesvig. Administrativt hører kommunen under Slesvig-Flensborg kreds i den tyske delstat Slesvig-Holsten. Kommunen samarbejder på administrativt plan med andre kommuner i omegnen i Skovlund kommunefællesskab (Amt Schafflund). Kommunen omfatter ud over Vesby også Bøgelhus (Bögelhuus), Bøgelhusmark, Vesbylund (Weesbylund) og Vesbydam (Weesbydamm). I kirkelig henseende hører Vesby under Medelby Sogn. Sognet lå i Kær Herred, Tønder Amt), da Slesvig var dansk indtil 1864.
Vesby er første gang nævnt 1451. Stednavnet kan forklares ved landsbyens beliggenhed vest for sognebyen Medelby. Tilsvarende findes der en Østerby øst for Medelby. På dansk fandtes tidligere også skrivemåden Vestby. Ifølge en anden fortolkning henføres navnet til et sumpområde (oldnordisk veisa, olddansk wesa) (sml. Vesby ved Slien). Bøgelhus er første gang nævnt 1238. Stednavnet kan henføres bøgetræet. Måske kan navnet også henføres Skelbækken, som også kaldes for Bølåen (sml. glda. bækla, oldn. bjagleitr≈skrå, sml. også Bølå og Bølåvej nord for grænsen).
Efter anden verdenskrig kom mange fordrevne fra de tyske østområder til landsbyen. Der berettes om børn i flygtlingslejren, som efter få uger talte flydende dansk.